# Хуана де Ибарбоуроу
Хуана Фернандез Моралес де Ибарбоуроу (шп. Juana Fernández Morales de Ibarbourou; Мело, Уругвај, 8. март 1892. — Монтевидео, 15. јул 1979) била је самообразована песникиња и прозаиста из Уругваја. Била је номинована за Нобелову награду за књижевност 1959, 1960. и 1963. године.
Њена дела су била усредсређена на сентименталне изразе мајчинства, природе и физичке лепоте, и била су изразито модернистичка. Чести елемент у њеној поезији била је еротика. Пркосила је нормама свог доба, успостављајући дубоку повезаност са својим читаоцима, феминистички изражавајући женску страст. „Дијамантски језици” и „Дивљи корен” су њене најпознатије збирке песама, а њен таленат за писање привукао је велику пажњу када је 1929. године проглашена „Хуаном од Америке”.

## Живот и дело
Хуана Фернандез Моралес рођена је 8. марта, 1892. у месту Мело, у департману Серо Ларго у Уругвају. Њена мајка Валентина Моралес била је део једне од најстаријих шпанских породица у Уругвају, а њен отац Висенте Фернандез био је пореклом из Галиције. Одрасла је на селу и у раном детињству почела да осећа сродност са природом која ће је касније инспирисати да напише многе од својих песама. 
Основну школу похађала је у јавној школи у Мелу, која данас носи име по њој, а касније је похађала средњу верску школу. Такође била је заинтересована за учење француског језика, који је у то време био језик који су учили они који су желели да приступе вишем културном нивоу. Књижевношћу је почела да се бави у младости, и као самоука књижевница објавила је своје прво дело у Монтевидеу у локалним новинама, под псеудонимом Jeanette D'ibar, који је убрзо након тога престала да користи. 
Године 1913. удала се за војног капетана Лукаса де Ибарбоуроу, чије је презиме преузела и касније користила у потписивању својих дела. Имала је једног сина, Хулија Цезара, након чијег рођења у своју поезију почиње да убацује елементе мајчинства, што се може видети у њеном делу „Дневник младе мајке”. Њен син је постао њен примарни извор инспирације, што се може посматрати и у њеном аутобиографском делу, „Дечак Карло”.
Њене прве збирке песама, „Дијамантски језици” (1919), „Свежи крчаг” (1920) и „Дивљи корен” (1922), сврставају се у модернистички књижевни правац. Имале су међународни утицај и преведене су на неколико језика. Године 1930. објавила је дело „Ружа ветрова”, које је било авангардно.
У њеним ранијим делима, чест фокус био је на женском телу и сензуалности, са великим нагласком на еротици, која се највише јављала кроз опис природе.
Добитница је многих књижевних и друштвених признања. Уругвајска власт ју је 1929. године прогласила за Хуану од Америке (шп. Juana de América). Године 1950. постала је председница Уругвајског друштва писаца. Америчка женска унија (шп. Unión de Mujeres Americanas) доделила јој је 1953. награду „Жена Америке” (шп. Mujer de América) у Њујорку. Њено дело је 1955. године награђено од стране Института хиспанске културе у Мадриду, док јој је 1959. године додељена Национална награда за књижевност. Била је номинована за Нобелову награду за књижевност 1959, 1960. и 1963. године. 
Њен прозни рад су углавном обележила дела за децу; као раније споменуто дело, „Дечак Карло”, у коме је описивала сећања на своје детињство. Поред овог дела, писала је и драму („Наташини снови”, 1945.), као и друге краће приче намењене за млађи узраст. У ово доба, централна тема њене поезије била је мајчинство, младост и носталгија, која се огледала у природи кроз биљни и животињски свет; као и елементе попут земље, ветра и воде. 
Природа је била најзаступљенији мотив у њеној поезији. Појављују се шуме, дрвеће, воће, цвеће и животиње. За Хуану, природа није била само декор, већ и одраз духовног стања и манифестација божанског. Пролеће је симболизовало младост и љубав, а природа се у целини везује за рани животни период. Њена снажна повезаност са природом чини живот у граду незадовољавајућим, а одсуство природе изједначава са одсуством живота. 
У каснијој фази свог стваралаштва, почела је да се бави и мрачнијим темама, уводећи мотив смрти и изражавајући њену неизбежност (Perdida, 1950. године). Мотиви попут воде и морског пејзажа су више изразити у њеним каснијим делима, али у зрелости добијају симболичку повезаност са усамљеношћу и предосећањем смрти. Њен однос према смрти се такође мења; мада је у почетку пркосна, касније постаје заокупљена њеним сталним присуством. Томе је допринела смрт њених родитеља, као и њеног супруга. Ноћ у њеној поезији еволуира од симбола љубави до симбола самоће, несанице и, коначно, смрти, док је дан представљао живот и наду. Плашила се смрти и очекивала је са стрепњом, што је експлицитно рекла у првом стиху своје песме „Carne inmortal”. Кроз њену борбу против стално допируће смрти, јављају се елементи религијског мистицизма у њеним делима: „Отисци Библије”, „Похвала госпи” и „Призив светом Исидру” из 1934. године. Године 1967. објавила је дело „Елегија” у знак сећања на свог покојног мужа.
Хуана де Ибарбоуроу преминула је у Монтевидеу 15. јула 1979. године. Тадашња влада је прогласила дан националне жалости. Сахрањена је на гробљу Бусео у Монтевидеу, уз државну почаст, поставши прва жена којој је таква почаст и додељена.

## Критике
Хуана де Ибарбoурoу била је изузетна личност у Уругвају, Шпанији и широм Латинске Америке. Њено лирско стваралаштво оставило дубок траг у књижевности. Њена поетска каријера креће се од радова који су пленили лакоћом и сензуалношћу, а постигли су национално и међународно признање, до каснијих, озбиљнијих тема прожетих дубоким размишљањем. Током времена, њен стил се развијао, удаљавајући се од модернизма ка њеном оригиналном и непосредном изразу који обједињује авангардне утицаје и снажну везу са земаљским. 
Социјални и културни контекст показује како је њен рад искоришћен  у изградњи националног идентитета. Као „Хуана од Америке”, она је постала симбол латиноамеричке културе, али често кроз патријархални оквир који је маргинализовао њену субверзивну поетику. Хуана у својим делима истражује теме попут љубави, женске жеље и еротике. Критичари су идеализовали њену „невиност” и „чедност”, умањујући снажне теме жудње, побуне и пркоса у њеним стиховима. 
Њен прелаз од модернизма ка аутентичном стилу почиње с њеном првом књигом и никада не престаје. Хуана је кроз сваку фазу стваралаштва поново проналазила себе, стално додајући дубину и временску димензију свом поетском изразу. Збирка „Дијамантски језици” доноси значајне иновације, од којих се истичу напуштање модернизма у корист свежег, спонтаног и лексички иновативног израза, који за циљ има оригиналност. Такође, она прославља тело и тренутак у пролазности живота, без нихилизма, већ са радосном и снажном свешћу о постојању. Уз то, уводи естетику побуне засновану на љубави и уживању као женским правима, што је посебно изражено у песми „Бунтовница”. 
Рецепција њеног рада осветљава тензију између њене поетске храбрости и друштвених ограничења. Док су је неки славили као пионирку слободне изражајности, други су њене радикалне поруке занемаривали у корист сентименталних интерпретација. 
Дело Хуане де Ибарбоуроу остаје пример књижевне и културне субверзије, позивајући на реинтерпретацију њеног наслеђа као симбола женске снаге и отпора хегемонијалним нормама. Њено дело крши родне стереотипе, пружајући глас женској аутономији и изазивајући друштвене норме свог времена. Упркос томе, канонизација њеног лика као културног симбола често је игнорисала њен субверзивни потенцијал. Хуана де Ибарбоуроу остаје кључна фигура која осветљава како су жене у књижевности бориле за изражавање и признање. 

## Почасти
- Лик песникиње Хуане де Ибарбоуроу налази се на новчаници од 1000 уругвајских пезоса.

- Њена кућа у Мелу, се од 2001. године сматра музејом.
- Ружичњак Хуана де Ибарбоуроу (шп. La Rosaleda Juana de Ibarbourou) је ружичњак направљен 1912. године, који се налази у Монтевидеу, а име је касније добио у част Хуани.[13]

- Њено име носе бројне школе, библиотеке и културне институције у Уругвају и Латинској Америци.
- Подигнут је споменик у њеном родном граду као трајни подсетник на њен допринос уругвајској култури.
- У Уругвају су издане поштанске марке са њеним ликом као почаст њеној књижевној заоставштини.

## Галерија
- Ружичњак Хуане де Ибарбоуроу
- Школа Хуана де Ибарбуру у Дуразну